# Marie-Louise
Marie-Louise (Marie Louise (título em Portugal) ) é um filme suíço de 1944, do gênero drama, dirigido por Richard Schweizer  e estrelado por  Josiane Hegg e Heinrich Gretler.
Este é a primeira produção suíça a ser distribuída em larga escala nos Estados Unidos. O filme ganhou o Oscar de Melhor Roteiro Original.

## Sinopse
Segunda Guerra Mundial. Marie-Louise é uma jovem francesa evacuada para a Suíça quando seu país é tomado pelos nazistas. Ela recebe acolhida de uma família rica, mas o luxo a transforma em uma insuportável garota mimada. Ela se recusa a voltar quando as forças aliadas libertam a França, mas depois de muito sofrimento o juízo finalmente bate à sua porta.

## Premiações
| Patrocinador                                  | Prêmio | Categoria               | Situação |
| --------------------------------------------- | ------ | ----------------------- | -------- |
| Academia de Artes e Ciências Cinematográficas | Oscar  | Melhor Roteiro Original | Vencedor |

## Elenco
| Ator/Atriz        | Personagem          |
| ----------------- | ------------------- |
| Josiane Hegg      | Marie-Louise        |
| Heinrich Gretler  | Rüegg               |
| Margrit Winter    | Anna Rüegg          |
| Anne-Marie Blanc  | Heide Rüegg         |
| Armin Schweizer   | Professor Bänninger |
| Mathilde Danegger | Päuli               |
| Fred Tanner       | Robert Scheibli     |